# Melancholia (Cranach)
Pour les articles homonymes, voir Melancholia.
Melancholia est une peinture à l'huile sur panneau de bois réalisée en 1532 par Lucas Cranach l'Ancien (1472-1553), conservée au Statens Museum for Kunst de Copenhague, au Danemark.
Une autre version existe au format vertical au musée Unterlinden de Colmar, en France : La Mélancolie.

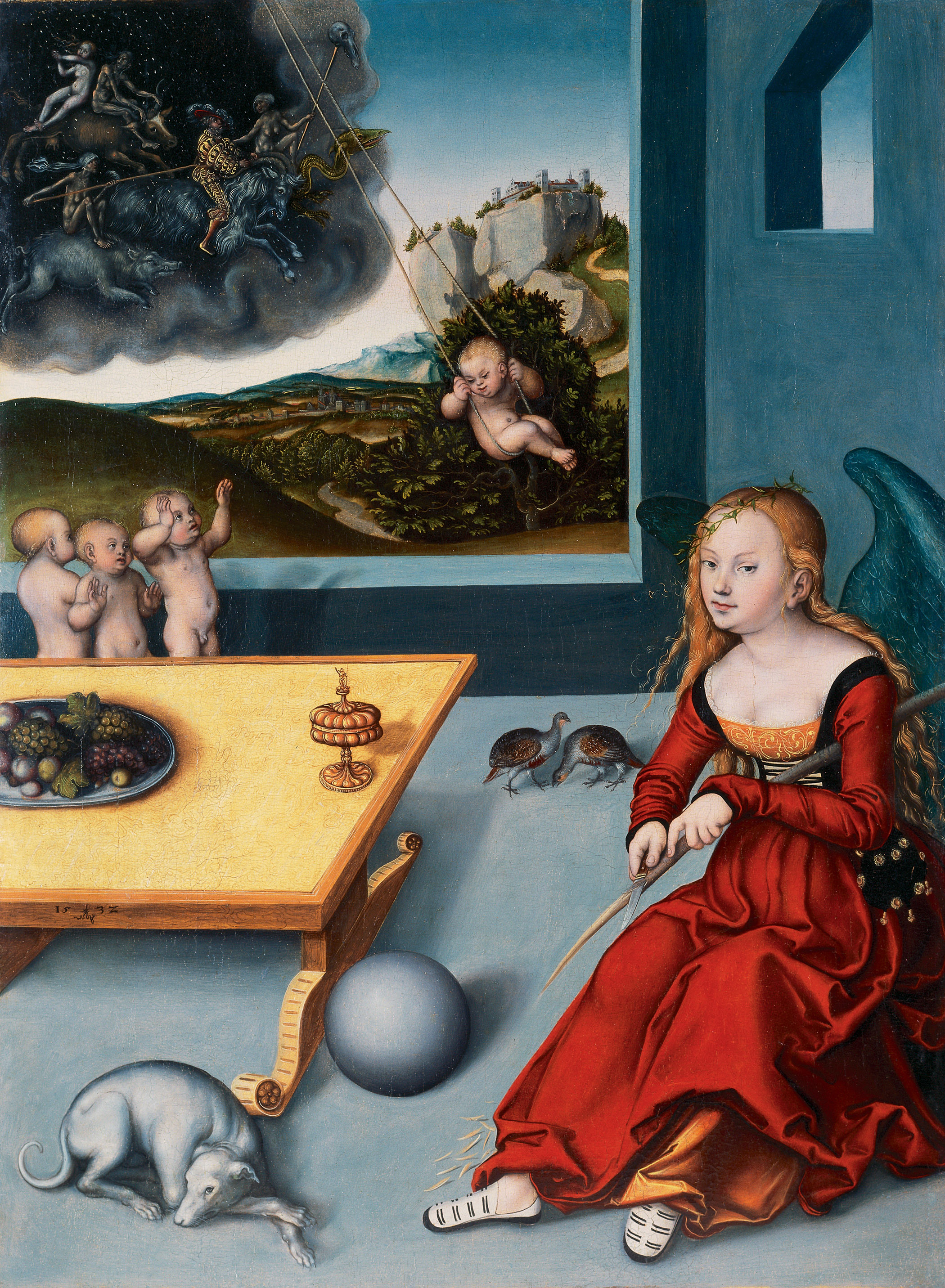
La Mélancolie, 1532 – Musée Unterlinden, Colmar.